# Miguel Ángel Corona
Miguel Ángel García Pérez-Roldán (Talavera de la Reina, Toledo, España; 12 de febrero de 1981), más conocido como Miguel Ángel Corona y apodado por el valencianismo “Florero”, es un exjugador de fútbol y director deportivo del Valencia CF.Valencia Club de Fútbol

## Trayectoria

### Como jugador
Jugó en las categorías inferiores del Real Madrid desde los doce años. En la temporada 1998-99 militó en el Real Madrid C, para solo un año más tarde pasar a formar parte de la plantilla del Real Madrid B (actual Real Madrid Castilla). Llegó al Real Zaragoza en la temporada 2000-01, donde permaneció hasta el 2004. En la temporada 2004-05 jugó cedido en el Polideportivo Ejido para volver a recalar en las filas del Real Zaragoza. Tras su vuelta, el Real Zaragoza lo cedió al Albacete en el mercado de invierno, hasta final de temporada.
Tras el acuerdo alcanzado entre el Real Zaragoza y la UD Almería, Corona juega cedido la temporada 2006-07 en este equipo andaluz. Es en esta temporada cuando asciende con la UD Almería a 1.ª División. En la temporada 2007-08 la UD Almería llega un acuerdo con el Real Zaragoza por el traspaso del jugador. Su primer gol en Primera división lo marcó el 9 de marzo de 2008 en el partido Osasuna 2-1 UD Almería, de un espléndido cabezazo.En 2009 cuando iba a finalizar la liga se lesionó de la luxación crónica que sufría en su hombro derecho en donde estuvo 3 o 4 meses de reposo. En 2011 consiguió llegar a las semifinales de la Copa del Rey de fútbol contra el FC Barcelona, tras vencer todos los partidos contra Real Sociedad, RCD Mallorca y Deportivo de la Coruña. A finales de temporada vivió la cara más cruda del fútbol: El descenso a la 2.ª División.
Tras quedarse a las puertas del playoff de ascenso a 1.ª División en la temporada 2011-12, conseguiría el ascenso finalmente a la siguiente temporada, en la 2012-13 tras quedar tercero en la Liga Regular, y jugar el playoff ante la U. D. Las Palmas (1-1)/(2-1) y el Girona FC (0-1)/(3-0), ambas eliminatorias jugando los partidos de vuelta en casa. Con la no renovación del capitán almeriense José Ortiz, Corona asume la capitanía del equipo, con Soriano, Esteban y Pellerano de segundos capitanes. En la temporada 2013-14 juega de nuevo en 1.ª División. No está teniendo mucho protagonismo en el equipo, pese a ser el. El 1.er capitán. El 19 de noviembre de 2013, se rompe el músculo semitendinoso de la pierna derecha y está un mes aproximado de baja. Pese a ello en la segunda parte de la temporada se convierte en titular en el centro del campo, y es uno de los protagonistas en la sufrida salvación de los rojiblancos. A la siguiente temporada a mediados de diciembre iba a ser destituido Francisco por los malos resultados y siendo sustituido por Juan Ignacio Martínez. Esa temporada Corona, pensando que iba a jugar con cierta regularidad, no lo hace, y finalmente desciende de categoría al no conseguir el objetivo de la salvación, volviendo 2 años a segunda división bajo la dirección de Sergi Barjuán.
Corona afrontaría su temporada número 10, pero en septiembre de 2015 al inicio de temporada se fue al Brisbane Roar de Australia, así dejaría al Almería después de 10 años donde ha conseguido 2 ascensos a la máxima categoría y 2 descensos en 10 años. Pero tardo poco en volver, en julio del 2016 se anunciaba su regreso al Almería a sus 35 años todavía tiene ganas de seguir desplegando su fútbol, ha firmado por 1 temporada más otra opcional. Tras conseguir la permanencia en la última jornada frente al CF Reus Deportiu, el talaverano colgaba las botas, pasando a la dirección deportiva el 15 de junio de 2017.

### Como director deportivo
La temporada 2017-18 supone su debut en la dirección deportiva de la UD Almería en la Segunda División 2017-18, una convulsa temporada para el club almeriense con tres técnicos (Luis Miguel Ramis, Lucas Alcaraz y Fran Fernández) en la que el equipo se salvó del descenso en la última jornada.
La temporada 2018-19 el equipo de Fran Fernández se mantuvo en la zona tranquila e intermedia de la clasificación y no sufrió para finalizar el 10.º, pero la llegada al club del nuevo propietario Turki Al-Sheikh propició su salida del club. En sus dos temporadas en Almería logró descubrir a jugadores como Pervis Estupiñán, Rubén Alcaraz, Yan Brice Eteki y Luis Rioja.
En enero de 2020 dio el salto a la Primera División de la mano de César Sánchez, convirtiéndose Corona en el jefe del área de scouting del Valencia CF. Fue una etapa convulsa para el club por muchos cambios y por la pandemia de COVID-19. En verano César Sánchez dimitió tras la destitución de Albert Celades, y Corona se quedó como máximo representante del área deportiva del club.
Las temporadas 2020-21 y 2021-22 mantuvo la función de secretario técnico del presidente Anil Murthy, con el equipo fuera de competiciones europeas, necesitando una drástica reducción en el coste de plantilla y con un descontento social muy generalizado. El primer año el propietario (Peter Lim) no aprobó ninguna incorporación más allá de tres cesiones en enero, entre las cuales estuvo la que Corona consiguió de Christian Oliva, que tenía ya acordada su cesión al Éibar.
En la siguiente temporada hubo más margen de maniobra y propuso al técnico Bordalás las llegadas de Omar Alderete y Marcos André en verano y las de Ilaix Moriba y Eray Cömert en invierno, todas ellas aprobadas por el máximo accionista. En ambas temporadas el equipo quedó lejos de las aspiraciones europeas del club, aunque en la segunda temporada la lucha del equipo hizo que la ilusión volviera con la disputa de la final de la Copa del Rey, que finalmente no se pudo conquistar por perder la final en la tanda de penaltis. 
En la temporada 2022-23 es nombrado director técnico por parte del club, aunque el mayor peso en la configuración de la plantilla pasó a ser del nuevo técnico Gennaro Gattuso, que reforzó la figura de Corona con el visto bueno del máximo accionista Peter Lim.
Durante su etapa en el Valencia, su gestión ha sido ampliamente cuestionada debido a la percepción de una falta de autonomía en la toma de decisiones, ya que estas deben contar con la aprobación del máximo accionista, Peter Lim. Esta circunstancia llevó a que parte de la afición lo apodara "florero", en alusión a su supuesto rol decorativo dentro del club. Asimismo, fue objeto de polémica tras destacar un tuit del usuario "Pulpista", que, aunque aparentaba alabar su gestión, tenía un tono humorístico e irónico, lo que incrementó las críticas hacia su figura. 

## Selección nacional
Fue convocado con la selección española Sub-16. Ganaron la Eurocopa Sub-16 de 1997, venciendo a Austria en la tanda de penaltis (5-4).

## Clubes

### Como jugador
| Club                 | País      | Año         | Partidos | Goles |
| -------------------- | --------- | ----------- | -------- | ----- |
| Real Madrid C        | España    | 1999 - 2000 | 20       | 25    |
| Real Madrid Castilla | España    | 1999 - 2001 | 31       | 12    |
| Real Zaragoza        | España    | 2001 - 2004 | 66       | 2     |
| Polideportivo Ejido  | España    | 2004 - 2005 | 32       | 1     |
| Real Zaragoza        | España    | 2005 - 2006 | 4        | 0     |
| Albacete Balompié    | España    | 2005 - 2006 | 13       | 2     |
| UD Almería           | España    | 2006 - 2015 | 272      | 16    |
| Brisbane Roar        | Australia | 2015 - 2016 | 29       | 2     |
| UD Almería           | España    | 2016 - 2017 | 0        | 0     |

### Como director deportivo
| Club        | País   | Año                |
| ----------- | ------ | ------------------ |
| UD Almería  | España | 2017 - 2019        |
| Valencia CF | España | 2020 - Actualmente |

## Palmarés

### Campeonatos nacionales
| Título                                         | Club          | País   | Año       |
| ---------------------------------------------- | ------------- | ------ | --------- |
| Copa del Rey                                   | Real Zaragoza | España | 2004      |
| Supercopa de España                            | Real Zaragoza | España | 2004      |
| Subcampeonato de la Segunda División de España | UD Almería    | España | 2006-07   |
| Semifinalista de la Copa del Rey de fútbol     | UD Almería    | España | 2010-11   |
| Ascenso a la Primera División de España        | UD Almería    | España | 2012-2013 |

### Copas internacionales
| Título          | Club                      | Año  |
| --------------- | ------------------------- | ---- |
| Eurocopa Sub-16 | Selección española Sub-16 | 1997 |

(*) Incluyendo la selección